# Parti libéral du Japon (1998)
Pour les articles homonymes, voir Parti libéral du Japon.
Le Parti libéral (自由党, Jiyūtō) est un ancien parti politique japonais fondé le 6 janvier 1998 (date de son congrès fondateur, officiellement sa création est établie au 1er janvier 1998) et dissous dans le Parti démocrate du Japon (PDJ) le 26 septembre 2003. 

## Idéologie et positionnements
Il est créé par 54 parlementaires (42 représentants et 12 conseillers, à quoi s'ajoutent rapidement deux députés supplémentaires au cours de l'année 1998 : Tatsuo Sasayama et Yoshihito Iwasa) issus de l'ancien Shinshintō, parti de centre droit qui a constitué la principale force d'opposition au Parti libéral-démocrate (PLD) de sa création le 10 décembre 1994 à sa dissolution le 27 décembre 1997. Emmené par Ichirō Ozawa, ancien président du Shinshintō, et essentiellement constitué de dissidents du PLD, il défend une plate-forme libérale, comme son nom l'indique, et fortement inspirée de la révolution conservatrice anglo-saxonne des années 1980 (réduction du poids de l'État et de l'administration centrale par la déconcentration et la décentralisation, dérégulation des marchés financiers). L'essentiel de sa doctrine politique reprend les idées développées par Ichirō Ozawa en 1993 dans le livre Plan pour réformer le Japon (日本改造計画, Nihon Kaizō Keikaku) et est résumée dans le slogan du parti : « Restauration du Japon » (日本一新, Nihon isshin). 
Il milite également pour une réforme de la Constitution du Japon afin de la rendre plus adaptée aux valeurs japonaises et, tout en ne remettant pas en cause ses principes fondamentaux (pacifisme, respect des droits de l'homme, souveraineté du peuple et coopération internationale), il appelle à la reconnaissance des Forces d'autodéfense comme une armée à part entière ayant le droit de combattre, dans le cadre exclusif toutefois de la Force de maintien de la paix de l'ONU. Il veut aussi limiter le pouvoir législatif essentiellement à une seule chambre élue, la Chambre des représentants, tandis que la Chambre des conseillers deviendrait une sorte de « Chambre des Lords sans pouvoir » sur le modèle britannique dont les membres seraient nommés à vie par l'empereur du Japon après avoir été désignés par les représentants pour s'être distingués au service de l'État ou du peuple, sans que cette fonction soit héréditaire.  
Sur le plan international, il fait partie de l'Internationale libérale. 
Après plusieurs mois d'hésitations, le Parti libéral forme le 19 novembre 1998 une coalition avec son ancien rival, le PLD de Keizō Obuchi et obtient un membre au sein du Cabinet entre janvier 1999 et avril 2000 (Takeshi Noda puis Toshihiro Nikai). Cette alliance entraîne la dissidence de six représentants, cinq rejoignant le Nouveau Kōmeitō et le sixième le PDJ, nouveau grand parti d'opposition, mais apporte au Parti libéral le ralliement de deux députés dont l'ancien Premier ministre et prédécesseur d'Ozawa à la tête du défunt Shinshintō, Toshiki Kaifu. L'échec des négociations en vue d'un accord électoral pour les élections législatives de 2000 et le changement de direction au PLD (entré dans le coma le 1er avril 2000, Keizō Obuchi est remplacé par Yoshirō Mori, avec lequel Ozawa s'entend moins, dès le 5 avril) poussent Ichirō Ozawa à quitter la coalition gouvernementale et à retourner dans l'opposition au début du mois d'avril 2000. Il en résulte une scission au sein du Parti libéral entre :
- les fidèles d'Ozawa (19 représentants sur 40 et 6 conseillers sur 12) qui restent au Parti libéral et entrent dans l'opposition,
- les partisans d'un maintien dans la majorité (21 puis 18 représentants, à la suite de la défection de trois d'entre eux qui adhèrent directement au PLD et 6 conseillers), emmenés par l'ancien secrétaire général du parti et ancien ministre Takeshi Noda, qui fondent un nouveau mouvement, le Parti conservateur (rebaptisé en 2002 Nouveau Parti conservateur avant de fusionner en 2003 avec le PLD).

Après l'arrivée au pouvoir du populaire Jun'ichirō Koizumi, qui chasse sur le terrain électoral du Parti libéral (il met alors en place de nombreuses réformes libérales de déréglementation, de dérégulation et de décentralisation), Ichirō Ozawa se rapproche du PDJ dans le but d'unifier les forces de l'opposition, et concentre désormais ses attaques contre le gouvernement sur le plan constitutionnel et diplomatique (Ozawa s'opposant notamment à la participation des Forces d'autodéfense à la coalition en Irak puisque celle-ci n'a pas reçu l'aval de l'ONU). Une première tentative de fusion des libéraux dans le PDJ a lieu à la fin de l'année 2002 mais, Ozawa restant alors impopulaire auprès d'une bonne partie des membres de ce mouvement centriste voire de centre gauche, c'est un échec et le chef démocrate Yukio Hatoyama doit démissionner le 3 décembre 2002. Son successeur, le plus charismatique Naoto Kan, engage toutefois de nouvelles négociations, de manière plus progressives. Le mariage se concrétise finalement en plusieurs étapes au mois de septembre 2003 : le 19 il est approuvé par les parlementaires du PDJ, le 24 l'accord de fusion est signé, le lendemain le Parti libéral décide sa dissolution pour disparaître officiellement le 26 et ses parlementaires rejoignent les groupes démocrates des deux chambres de la Diète (qui comprennent désormais respectivement 138 représentants, dont un indépendant non membre du parti, et 67 conseillers, dont 3 non militants du mouvement auxquels il faut toutefois ajouter le vice-président de la Chambre qui par tradition siège comme non-inscrit) et le congrès de fusion a lieu enfin le 5 octobre. Au sein du PDJ, la plupart des anciens membres du Parti libéral forment la faction interne baptisée « Comité du Renouveau » (一新会, Isshinkai), l'une des plus importantes du mouvement d'opposition à tel point qu'Ichirō Ozawa en obtiendra la présidence de 2006 à 2009.

## Résultats électoraux
- Élections à la chambre des conseillers du 12 juillet 1998 : 12 sortants dont 6 ne remettant pas en jeu leur siège. 6 élus :
  - scrutin majoritaire plurinominal au niveau des préfectures : 980 249 voix (1,75 % des suffrages, 6e score du Japon) et 1 élu dans la préfecture de Wakayama,
  - scrutin proportionnel national : 5 207 813 voix (9,28 % des suffrages, 5e score du Japon) et 5 élus.
- Élections législatives du 25 juin 2000 : 19 sortants (8 titulaires de circonscription et 11 élus en 1996 à la proportionnelle). 22 élus (+3) dont 11 sortants, 4 anciens députés réélus à cette occasion et 7 nouveaux arrivants :
  - scrutin uninominal majoritaire au niveau des districts électoraux : 2 053 736 voix (3,38 % des suffrages, 5e score du Japon), 4 élus dont 3 sortants (dans les 1er et 4e districts d'Iwate et le 14e de Kanagawa) et 1 nouveau député (dans le 3e district d'Iwate). Le parti contrôle 3 des 4 circonscriptions de la préfecture d'Iwate, le fief électoral d'Ichirō Ozawa (il y est lui-même député du 4e district), et y réalise un total de 40 % des suffrages,
  - scrutin proportionnel au niveau des blocs régionaux : 6 589 490 voix (11,01 % des suffrages, 5e score du Japon), 18 élus dont 8 sortants (parmi lesquels 3 élus dans des circonscriptions en 1996), 4 anciens députés retrouvant leurs sièges à cette occasion et 6 nouveaux arrivants.
- Élections à la chambre des conseillers du 29 juillet 2001 : 6 sortants dont 2 ne remettant pas en jeu leur siège. 6 élus :
  - scrutin majoritaire plurinominal au niveau des préfectures : 3 011 787 voix (5,54 % des suffrages, 5e score du Japon) et 2 élus dans les préfectures d'Iwate et de Niigate,
  - scrutin proportionnel national : 4 227 148 voix (7,72 % des suffrages, 5e score du Japon) et 4 élus.

## Direction
- Président : Ichirō Ozawa
- Liste des secrétaires généraux :
  - 1998-1999 : Takeshi Noda (entrée au gouvernement, plus tard départ pour le Parti conservateur)
  - 1999-2003 : Hirohisa Fujii
- Liste des présidents du Conseil de Recherche politique :
  - 1998-2003 : Hirohisa Fujii
- Liste des présidents du Comité des Affaires de la Diète :
  - 1998-1999 : Toshihiro Nikai (plus tard départ pour le Parti conservateur)
  - 1999-2000 : Keisuke Nakanishi (départ pour le Parti conservateur)
  - 2000 : Hirohisa Fujii
  - 2000-2003 : Kenji Yamaoka
- Liste des présidents du Groupe à la Chambre des conseillers :
  - 1998 : Takushi Hirai (plus tard départ pour le Parti conservateur)
  - 1998-2000 : Chikage Ōgi (départ pour le Parti conservateur)
  - 2000-2001 : Hideaki Tamura
  - 2001-2003 : Takeo Nishioka
- Conseiller suprême (fonction honorifique, 1999-2000) : Toshiki Kaifu (départ pour le Parti conservateur)